# 沈亮
沈亮（しん りょう、404年 - 450年）は、南朝宋の官僚・政治家。字は道明。本貫は呉興郡武康県。

## 経歴
沈林子の次男として生まれた。学問を好み、文章を得意とした。弱冠にならずして、揚州に召されて従事となった。会稽郡太守孟顗の不法を弾劾して、西曹主簿に転じた。三呉の水害により、穀物価格が騰貴して民衆が飢えに苦しんだため、沈亮は富家の備蓄の放出と酒造の禁止を彭城王劉義康に提案して、施行された。
元嘉17年（440年）、武陵王劉駿が南豫州刺史となると、沈亮はその下で参征虜軍事を代行した。この頃、墓の盗掘があると近村の民に罪を連座させていたため、沈亮は連座の罰を緩和するよう提案した。また西府の兵士の兵役を15歳から60歳までに制限するよう上奏した。始興王劉濬が揚州刺史となると、沈亮はその下で揚州主簿・秣陵県令となった。有能が文帝に認められて、尚書都官郎として入朝した。
元嘉22年（445年）、武陵王劉駿が撫軍将軍・雍州刺史となると、沈亮はその下で南陽郡太守となり、揚武将軍の号を加えられた。庠序を置いて儒学を教授させ、少数民族の反抗を鎮圧し、違法な婚姻を厳禁し、農業を中心とした殖産につとめるといった礼教政治を展開した。元嘉25年（448年）、南譙王劉義宣の下で司空中兵参軍に任じられた。元嘉26年（449年）、隨王劉誕が後将軍・雍州刺史となると、沈亮はその下で後軍中兵参軍となり、義成郡太守を兼ねた。元嘉27年（450年）、在官のまま死去した。享年は47。

## 伝記資料
- 『宋書』巻100 列伝第60